# Saint-Genès-de-Blaye
Saint-Genès-de-Blaye è un comune francese di 487 abitanti situato nel dipartimento della Gironda nella regione della Nuova Aquitania.

## Società

### Evoluzione demografica
Abitanti censiti